# Digital Farm Animals
 (octobre 2021).
La mise en forme du texte ne suit pas les recommandations de Wikipédia : il faut le « wikifier ».
Les points d'amélioration suivants sont les cas les plus fréquents. Le détail des points à revoir est peut-être précisé sur la page de discussion.
- Les titres sont pré-formatés par le logiciel. Ils ne sont ni en capitales, ni en gras.
- Le texte ne doit pas être écrit en capitales (les noms de famille non plus), ni en gras, ni en italique, ni en « petit »…
- Le gras n'est utilisé que pour surligner le titre de l'article dans l'introduction, une seule fois.
- L'italique est rarement utilisé : mots en langue étrangère, titres d'œuvres, noms de bateaux, etc.
- Les citations ne sont pas en italique mais en corps de texte normal. Elles sont entourées par des guillemets français : « et ».
- Les listes à puces sont à éviter, des paragraphes rédigés étant largement préférés. Les tableaux sont à réserver à la présentation de données structurées (résultats, etc.).
- Les appels de note de bas de page (petits chiffres en exposant, introduits par l'outil «  Source ») sont à placer entre la fin de phrase et le point final[comme ça].
- Les liens internes (vers d'autres articles de Wikipédia) sont à choisir avec parcimonie. Créez des liens vers des articles approfondissant le sujet. Les termes génériques sans rapport avec le sujet sont à éviter, ainsi que les répétitions de liens vers un même terme.
- Les liens externes sont à placer uniquement dans une section « Liens externes », à la fin de l'article. Ces liens sont à choisir avec parcimonie suivant les règles définies. Si un lien sert de source à l'article, son insertion dans le texte est à faire par les notes de bas de page.
- La présentation des références doit suivre les conventions bibliographiques. Il est recommandé d'utiliser les modèles {{Ouvrage}}, {{Chapitre}}, {{Article}}, {{Lien web}} et/ou {{Bibliographie}}. Le mode d'édition visuel peut mettre en forme automatiquement les références.
- Insérer une infobox (cadre d'informations à droite) n'est pas obligatoire pour parachever la mise en page.

Pour une aide détaillée, merci de consulter Aide:Wikification.
Si vous pensez que ces points ont été résolus, vous pouvez retirer ce bandeau et améliorer la mise en forme d'un autre article.
Nick Gale aussi connu sous le nom de Digital Farm Animals est un producteur de disques, auteur-compositeur, DJ et remixeur britannique se distinguant par un casque de cochon électronique. Il a participé et co-écrit de nombreux morceaux qui ont atteint le top 10 du UK Singles Chart, y compris les chansons Don't Play, Really Love et Back to You.

## Carrière
Gale a travaillé en tant que parolier et producteur avec des artistes tels que Noah Cyrus, Dua Lipa, Danny Ocean, Becky G, Alan Walker, Hailee Steinfeld, Jason Derulo, Galantis, will.i.am, Little Mix, Rvssian, Louisa Johnson, Nelly, Marlon Roudette, Anne-Marie, INNA, Kain Rivers, Louis Tomlinson, KSI, Annika Rose (es), Craig David, Sigma, Nathan Evans et autres.
En tant que DJ, il s'est produit dans des festivals et des salles du monde entier, notamment Tomorrowland, Mysteryland, V Fest, Boardmasters et Ministry of Sound Club. En 2015, Digital Farm Animals a signé un contrat d'enregistrement avec le label Syco Entertainment  et en 2019, a signé avec Arista Records. Digital Farm Animals est  aujourd'hui un artiste et producteur indépendant. Il a également travaillé en étroite collaboration avec KSI sur son album de 2021 All Over the Place, co-écrivant et produisant cinq titres de l'album.

## Discographie

### Simple

#### En tant qu'artiste principal
| Titre                                          | Année | position de pointe | position de pointe | position de pointe | position de pointe | position de pointe | position de pointe | Album                         |
| Titre                                          | Année | UK                 | BEL (WA)           | CAN                | NL                 | SWE                | US Dance           | Album                         |
| ---------------------------------------------- | ----- | ------------------ | ------------------ | ------------------ | ------------------ | ------------------ | ------------------ | ----------------------------- |
| True                                           | 2015  | —                  | —                  | —                  | —                  | —                  | —                  | Non-album singles             |
| Didn't Know (with Yasmin)                      | 2015  | —                  | —                  | —                  | —                  | —                  | —                  | Non-album singles             |
| Wanna Know (with Youthonix featuring R. Kelly) | 2016  | —                  | —                  | —                  | —                  | —                  | —                  | Non-album singles             |
| Millionaire (with Cash Cash featuring Nelly)   | 2016  | 25                 | —                  | —                  | 46                 | 98                 | 22                 | Blood, Sweat 3 Years          |
| Only One (with Sigala)                         | 2016  | 53                 | —                  | —                  | —                  | 96                 | —                  | Non-album singles             |
| Digital Love (featuring Hailee Steinfeld)      | 2017  | —                  | —                  | —                  | —                  | —                  |                    | Non-album singles             |
| Say My Name (featuring Iman)                   | 2018  | —                  | —                  | —                  | —                  | —                  | —                  | Non-album singles             |
| Tokyo Nights (with Shaun Frank and Dragonette) | 2018  | —                  | —                  | 97                 | —                  | —                  | —                  | Non-album singles             |
| Lookin' For (with Danny Ocean)                 | 2019  | —                  | —                  | —                  | —                  | —                  | 45                 | Non-album singles             |
| Next to You (with Becky G featuring Rvssian)   | 2019  | —                  | —                  | —                  | —                  | —                  | 34                 | Non-album singles             |
| Without You Now (with AJ Mitchell)             | 2019  | —                  | —                  | —                  | —                  | —                  | —                  | Non-album singles             |
| Drowning (with Franklin and Sorana)            | 2019  | —                  | —                  | —                  | —                  | —                  | —                  | Non-album singles             |
| Summertime Love (with Captain Cuts)            | 2019  | —                  | —                  | —                  | —                  | —                  | —                  | Non-album singles             |
| Paranoia (featuring Alec King)                 | 2019  | —                  | —                  | —                  | —                  | —                  | —                  | Non-album singles             |
| Gold                                           | 2019  | —                  | —                  | —                  | —                  | —                  | —                  | Non-album singles             |
| Ballin' (with Gaullin featuring Tim North)     | 2020  | —                  | —                  | —                  | —                  | —                  | —                  | Non-album singles             |
| Undo My Heart, (with Karen Harding)            | 2020  | —                  | —                  | —                  | —                  | —                  | —                  | Non-album singles             |
| Don't Play (with Anne-Marie and KSI)           | 2021  | 2                  | —                  | —                  | —                  | —                  | —                  | Therapy et All Over the Place |
| Last Night (featuring Harlee)                  | 2021  | —                  | —                  | —                  | —                  | —                  | —                  | Non-album single              |

#### Participations
| Titre                                                                                 | Année | Positions maximales sur le graphique | Positions maximales sur le graphique | Positions maximales sur le graphique | Positions maximales sur le graphique | Positions maximales sur le graphique | Certifications                                                                                         | Album              |
| Titre                                                                                 | Année | Royaume-Uni                          | AUS                                  | BEL (FL)                             | US                                   | US Dance                             | Certifications                                                                                         | Album              |
| ------------------------------------------------------------------------------------- | ----- | ------------------------------------ | ------------------------------------ | ------------------------------------ | ------------------------------------ | ------------------------------------ | --- | ------------------ |
| Rio ( Netsky avec Digital Farm Animals)                                               | 2015  | 158                                  | -                                    | 4                                    | -                                    | -                                    | | 3                  |
| Work It Out ( Netsky avec Digital Farm Animals)                                       | 2016  | 188                                  | -                                    | 5                                    | -                                    | -                                    | | 3                  |
| Back to You ( Louis Tomlinson avec Bebe Rexha et Digital Farm Animals)                | 2017  | 8                                    | 11                                   | 30                                   | 40                                   | -                                    | - BPI : Or - ARIA : 2× Platine - FIMI : Or - GLF : Or - MC : Or [28] - RIAA : Platine [29] - RMNZ : Or | Non-album singles  |
| Arms Around Me ( Hook n Sling avec Digital Farm Animals)                              | 2017  | -                                    | -                                    | -                                    | -                                    | -                                    | | Non-album singles  |
| All Falls Down ( Alan Walker avec Noah Cyrus et Digital Farm Animals)                 | 2017  | 87                                   | 95                                   | 47                                   | -                                    | 11                                   | - ARIA : Or - MC : Platine                                                                             | Different World    |
| Really Love ( KSI avec Craig David et Digital Farm Animals)                           | 2020  | 3                                    | -                                    | -                                    | -                                    | 17                                   | - BPI : Or                                                                                             | All Over The World |
| Home Sweet Home ( Sam Feldt avec Alma et Digital Farm Animals)                        | 2020  | -                                    | -                                    | -                                    | -                                    | -                                    | | Home Sweet Home    |
| "—" désigne un single qui n'a pas été classé ou n'a pas été publié sur ce territoire. |       |                                      |                                      |                                      |                                      |                                      | |                    |

## Crédits
| Titre                                                        | Anné | Artiste(s)                   | Album                         | Credits                              | Ecrit avec | Produit par                                                                                   |
| ------------------------------------------------------------ | ---- | ---------------------------- | ----------------------------- | ------------------------------------ | --- | --------------------------------------------------------------------------------------------- |
| Rio (featuring Digital Farm Animals)                         | 2015 | Netsky                       | III                           | Featured artist/Co-auteur            | Boris Daenen | -                                                                                             |
| All That Love (featuring Anne-Marie)                         | 2015 | Rudimental                   | We the Generation             | Co-auteur                            | Amir Amor, Kesi Dryden, Piers Aggett, Leon Rolle, James Newman, Johnny « Ghostwriter » Harris, Wayne Hector, Julie Frost                                                             | -                                                                                             |
| Be the One                                                   | 2015 | Dua Lipa                     | Dua Lipa                      | Co-auteur/producteur                 | Lucy Taylor, Jack Tarrant | Jack Tarrant                                                                                  |
| Devilish                                                     | 2016 | Alex Newell                  | POWER EP                      | Co-auteur/producteur                 | Ollie Green | -                                                                                             |
| No Money                                                     | 2016 | Galantis                     | The Aviary                    | Co-auteur/producteur additionnel     | Christian Karlsson, Linus Eklow, Jimmy "Svidden" Koitzsch, Henrik Jonback, Andrew Bullimore                                                                                          | Galantis, Svidden, Henrik Jonback, Andrew Bullimore                                           |
| Leave It Alone (featuring Saint Raymond)                     | 2016 | Netsky                       | III                           | Co-auteur/producteur additionnel     | Boris Daenen, Hanni Ibrahim | Netsky                                                                                        |
| "Go 2"                                                       | 2016 | Netsky                       | III                           | Co-auteur/producteur additionnel     | Boris Daenen | Netsky                                                                                        |
| Wild                                                         | 2016 | Jones                        | New Skin                      | Co-auteur/producteur                 | Cherie Jones-Mattis, Alexander Davies, Benjamin Francis Leftwich | Alexander Davies                                                                              |
| Stay Together                                                | 2017 | Noah Cyrus                   | Non-album single              | Co-auteur/producteur                 | Noah Cyrus, Emily Schwartz, Brittany Burton | Hudson Mohawke, Jenna Andrews, Chris O'Ryan                                                   |
| In Your Arms Tonight (with Mark Villa)                       | 2017 | Jonas Blue                   | Jonas Blue: Electronic Nature | Co-auteur                            | Guy James Robin, Martinus Haasse | -                                                                                             |
| Back to You (featuring Digital Farm Animals & Bebe Rexha)    | 2017 | Louis Tomlinson              | Non-album single              | Featured artist/Co-auteur/producteur | Louis Tomlinson, Richard Boardman, Pablo Bowman, Sarah Blanchard | The Six, Tommy Danvers                                                                        |
| Personal (featuring Maggie Lindemann)                        | 2017 | The Vamps                    | Night & Day                   | Co-auteur/Additional producteur      | Brad Simpson, James McVey, Connor Ball, Tristan Evans, Rachel Furner, Samuel Preston, George Tizzard, Richard Parkhouse                                                              | Red Triangle, Sean Meier                                                                      |
| Anywhere                                                     | 2017 | Rita Ora                     | Phoenix                       | Co-auteur                            | Rita Sahatçiu Ora, Nolan Lambroza, Alexandra Tamposi, Alessandro Lindblad, Andrew Wotman, Brian Lee                                                                                  | -                                                                                             |
| All Falls Down (featuring Noah Cyrus & Digital Farm Animals) | 2017 | Alan Walker                  | Different World               | Featured artist/Co-auteur/producteur | Alan Walker, Richard Boardman, Sarah Blanchard, Daniel Boyle, Pablo Bowman, Anders Froen                                                                                             | Alan Walker, The Six, Mood Melodies, Gunnar Greve, Jenna Andrews, Chris O'Ryan, Alex Holmberg |
| Feel Good (with Mike Williams)                               | 2018 | Felix Jaehn                  | I                             | Co-auteur                            | Felix Jaehn, Michael Willemsen, Andrew Bullimore | -                                                                                             |
| Lonely (featuring MAX)                                       | 2018 | Matoma                       | One in a Million              | Co-auteur/producteur                 | Thomas Lagergren, Richard Boardman, Sarah Blanchard, Pablo Bowman, Daniel Boyle, Cleo Tighe, Eden Anderson, Naomi Miller, Aaron Hibell, Maxwell Schneider                            | Matoma, The Six                                                                               |
| Imagine If                                                   | 2018 | gnash                        | We                            | Co-auteur/producteur                 | Garrett Nash, Jeremy Reeves, Richard Boardman, Pablo Bowman | Gnash                                                                                         |
| Only You (with Little Mix)                                   | 2018 | Cheat Codes                  | LM5                           | Co-auteur/producteur                 | Trevor Dahl, Richard Boardman, Pablo Bowman | Trevor Dahl, Maegan Cottone                                                                   |
| Empty Space                                                  | 2018 | James Arthur                 | You                           | Co-auteur/producteur                 | James Arthur, Richard Boardman, Pablo Bowman | Mark Crew, Dan Priddy                                                                         |
| Getaway                                                      | 2018 | Syn Cole                     | Non-album single              | Co-auteur                            | Rene Pais, Jacob Manson, Gina Kushka, Edward Drewett | -                                                                                             |
| Feel the Same                                                | 2018 | Olly Murs                    | You Know I Know               | Co-auteur/producteur                 | Oliver Murs, Nile Rodgers, Steve Robson, Edward Drewett, Grace Barker | Steve Robson                                                                                  |
| Falling to Pieces                                            | 2018 | Rita Ora                     | Phoenix                       | Co-auteur/producteur                 | Rita Ora, Andrew Wotman, Brian Lee, Oliver Roddigan | Andrew Watt, GA                                                                               |
| Faded                                                        | 2019 | Kain Rivers                  | Believe                       | Producteur                           | Polina Gudieva | -                                                                                             |
| We Got Love                                                  | 2019 | Sigala                       | À venir                       | Co-auteur                            | Bruce Fielder, Joakim Jarl, Thomas Jules, Anne-Marie Nicholson, Derrick May, Michael James, Gabriella Henderson, Janee Bennett                                                       | -                                                                                             |
| Riding A Wave                                                | 2020 | Love Fame Tragedy            | Non-album single              | Co-auteur/producteur                 | Matthew Murphy | Mark Crew, Dan Priddy                                                                         |
| Stay All Night                                               | 2020 | Alma                         | Non-album single              | Producteur                           | Alexsej Vlasenko, Alma Miettinen, Henrik Meinke, Jeremy Chacon, Jonas Kalisch, Maria Karolina Hazell, Vincent Kottkamp                                                               | Hitimpulse, Novaa, Matt Zara                                                                  |
| Before I Go                                                  | 2020 | Mimi Webb                    | Non-album single              | Co-auteur/producteur                 | Mimi Webb, Rory Adams | Matt Zara                                                                                     |
| Loser                                                        | 2020 | Alma                         | Non-album single              | Co-auteur/producteur                 | Alma Miettinen, Jesse St. John, Lauren Aquilina, Sarah Hudson |                                                                                               |
| LA Money                                                     | 2020 | Alma                         | Non-album single              | Co-auteur/producteur                 | Justin Tranter, Alma Miettinen, Sarah Hudson |                                                                                               |
| Losing You                                                   | 2020 | WONHO                        | Non-album single              | Co-auteur/producteur                 | Corey Sanders, Jon Maguire, Neil Ormandy, WONHO |                                                                                               |
| Nights With You                                              | 2020 | Nicky Romero                 | Non-album single              | Co-auteur/producteur                 | Pablo Bowman, Richard Boardman, David Straaf, Mischa Samuel Lugthart, Nick Rotteveel                                                                                                 | The Six, Nicky Romero, Mischa Samuel Lugthart                                                 |
| Distance                                                     | 2021 | Mischa Mi, S-X               | Non-album single              | Co-auteur/producteur                 | Mischa Meschi, Sam Gumbley |                                                                                               |
| Really Love                                                  | 2021 | KSI                          | All Over The Place            | Co-auteur/producteur                 | Aminata Kabba, Craig David, Eugene Nwohia, James Murray, Michael Ashley, Mustafa Omer, Olajide William Olatunji, Paul Newman, Ronald Nwohia, Steve Wickham, Uzoechi Osisioma Emenike | Mojam                                                                                         |
| Don't Play                                                   | 2021 | KSI                          | All Over The Place            | Co-auteur/producteur                 | Pablo Bowman, Richard Boardman, Andy Murray, Anne-Marie Nicholson, James Murray, Mustafa Omer, Olajide William Olatunji, Sam Gumbley                                                 | Mojam                                                                                         |
| Holiday                                                      | 2021 | KSI                          | All Over The Place            | Co-writauteurer                      | KSI, Jake Gosling |                                                                                               |
| You                                                          | 2021 | KSI                          | All Over The Place            | Producteur                           | KSI, Mojam | Mojam                                                                                         |
| Told You So (Digital Farm Animals Remix)                     | 2021 | Nathan Evans                 | Non-album single              | Co-auteur/producteur                 | Nathan Evans, Ross Hamilton, Stephen Jukes, Alan Jukes |                                                                                               |
| End of the World                                             | 2021 | End of the World, Steve Aoki | Non-album single              | Co-auteur/producteur                 | Fukase, Nakajin, Neil Ormandy, Steve Aoki | End of the World, Steve Aoki                                                                  |